# Coleoxestia
Coleoxestia es un género de escarabajos longicornios.

## Especies
- Coleoxestia anthracina Martins & Monne, 2005
- Coleoxestia apeara Galileo & Santos-Silva 2016
- Coleoxestia armata (Gounelle, 1909)
- Coleoxestia atrata (Gounelle, 1909)
- Coleoxestia aurigena Martins & Monne, 2005
- Coleoxestia beckeri Galileo, Martins & Santos-Silva 2015
- Coleoxestia brevipennis (Bates, 1870)
- Coleoxestia bettellaorum Galileo & Santos-Silva 2016
- Coleoxestia chemsaki Santos-Silva & Wappes 2017
- Coleoxestia cinnamomea (Gounelle, 1909)
- Coleoxestia clarkei Santos-Silva & Wappes 2017
- Coleoxestia corvina (Germar, 1824)
- Coleoxestia curoei Eya & Chemsak, 2005
- Coleoxestia denticornis (Gahan, 1892)
- Coleoxestia diamantina Nascimento & Santos-Silva 2018
- Coleoxestia ebenina Melzer, 1935
- Coleoxestia errata Martins & Monne, 2005
- Coleoxestia exotica Martins & Monne, 2005
- Coleoxestia eyai Santos-Silva & Wappes 2017
- Coleoxestia fasciola Martins & Monne, 2005
- Coleoxestia femorata (Gounelle, 1909)
- Coleoxestia fragosoi Santos-Silva & Wappes 2017
- Coleoxestia glabripennis (Bates, 1870)
- Coleoxestia globulicollis (Gahan, 1892)
- Coleoxestia guttula Martins & Monne, 2005
- Coleoxestia hovorei Santos-Silva & Wappes 2017
- Coleoxestia illex (Gounelle, 1909)
- Coleoxestia julietae Galileo & Martins, 2006
- Coleoxestia kuratai Eya & Chemsak, 2005
- Coleoxestia lissonota Fragoso, 1993
- Coleoxestia moromokoi Galileo & Santos-Silva 2016
- Coleoxestia nigripes Martins & Monne, 2005
- Coleoxestia nigropicea (Bates, 1870)
- Coleoxestia nitida (Bates, 1872)
- Coleoxestia nitidissima Eya & Chemsak, 2005
- Coleoxestia olivieri Fragoso, 1993
- Coleoxestia pirrensis Eya & Chemsak, 2005
- Coleoxestia polita (Waterhouse, 1880)
- Coleoxestia pubicornis (Gounelle, 1909)
- Coleoxestia rachelae Eya & Chemsak, 2005
- Coleoxestia rafaeli Santos-Silva & Wappes 2017
- Coleoxestia rubromaculata (Gounelle, 1909)
- Coleoxestia rufosemivittata Tippmann, 1960
- Coleoxestia sanguinipes (Bates, 1884)
- Coleoxestia semipubescens Melzer, 1923
- Coleoxestia setigera Melzer, 1926
- Coleoxestia sobrina Melzer, 1923
- Coleoxestia spinifemorata Fragoso, 1993
- Coleoxestia spinipennis (Audinet-Serville, 1834)
- Coleoxestia spinosa Galileo & Martins, 2010
- Coleoxestia striatepunctata Eya & Chemsak, 2005
- Coleoxestia thomasi Eya & Chemsak, 2005
- Coleoxestia tupunhuna Martins & Monne, 2005
- Coleoxestia vittata (Thomson, 1860)
- Coleoxestia waterhousei (Gounelle, 1909)
- Coleoxestia weemsi Galileo & Santos-Silva 2016